# Gelasma malagasy
Gelasma malagasy är en fjärilsart som beskrevs av Pierre E.L. Viette 1971. Gelasma malagasy ingår i släktet Gelasma och familjen mätare. Inga underarter finns listade i Catalogue of Life.